# Eugène Hénard
Pour les articles homonymes, voir Hénard.
Eugène Alfred Hénard, né le 22 octobre 1849 à Paris, où il est mort le 19 février 1923, est un architecte et urbaniste français.

## Biographie
Fils de l'architecte Antoine-Julien Hénard, il fut adjoint au directeur des services d'architecture de l'Exposition universelle de 1900 et membre fondateur de la Société française des urbanistes en 1911.
Eugène Hénard est l'inventeur des « ronds-points » ou sens giratoires, appelés à l'époque carrefours à sens giratoire. Les premiers virent le jour à Paris en 1906.
Il défendit plusieurs projets urbanistiques pour Paris comme celui d'une nouvelle grande croisée de Paris ou l'agrandissement de la place de l'Opéra, avec à chaque fois la prise en compte des nouveaux impératifs liés à l'accroissement de la circulation. Il fut aussi un grand partisan de la multiplication des espaces verts dans les villes.
Parmi ses réflexions sur le transport, il proposa également des rues à étages multiples pour faciliter la gestion des réseaux (d'eau potable, d'eau sale, de télégraphe voire pneumatiques, d'électricité ou d'air pur) et pour s'adapter à l'importance des flux.

## La nouvelle grande croisée de Paris
Eugène Hénard est notamment connu pour avoir défendu entre 1904 et 1912 son projet de création d'une nouvelle grande croisée de Paris. Il proposait ainsi de faire du Palais-Royal le lieu de l'intersection de deux grandes avenues perpendiculaires partageant Paris en quatre quartiers:161.
Il définit l'idée d'une percée d'une avenue du Palais-Royal, grande voie est-ouest, passant au milieu du jardin et d'une transversale nord-sud qui aurait été la rue de Richelieu élargie et renommée avenue de Richelieu. La première aurait eu 35 mètres de large, la seconde 40. Toutes deux se seraient prolongées jusqu'aux portes de Paris en utilisant au mieux les voies existantes.
Les grandes ailes du Palais-Royal auraient été traversées par des guichets semblables à ceux du Louvre,. Au point de croisement de ces deux grandes artères devait être établi un carrefour circulaire, dont l'architecture se serait rattachée à celle du Palais-Royal:166.
Eugène Hénard proposait également d'unir le Palais-Royal à la Banque de France en supprimant la rue Radziwill : la Banque de France aurait alors construit sur la nouvelle avenue du Palais-Royal une façade « digne du premier établissement financier de France:159 ».
Pour Eugène Hénard, la circulation générale de Paris aurait bénéficié de la création de la nouvelle avenue du Palais-Royal:159, « sorte d'artère aorte placée au cœur de la cité et qui par ses pulsations puissante régulariserait le mouvement central ».
Ce projet prévoyait également:166-7 :
1. la suppression des étroites rues de Valois, Montpensier et Beaujolais[4]:167, cette dernière étant partagée entre le Palais-Royal et la rue des Petits-Champs ;
2. le dégagement et la mise en pleine lumière du bâtiment de la bibliothèque nationale de la rue de Richelieu ;
3. le déplacement de la fontaine Molière à l'angle de l'avenue de l'Opéra et de la nouvelle avenue de Richelieu, juste en face de la Comédie-Française ;
4. le remplacement des quatre passages du Louvre du côté de la rue de Rivoli et la construction à leur place d'un nouveau guichet du Louvre, plus large et semblable à celui du quai, construction déjà projetée par Lefuel ;
5. la création au point de rencontre de la nouvelle avenue du Palais-Royal et de l'avenue de l'Opéra d'un carrefour en étoile en 6 branches.
6. le remplacement du pont des Arts par un pont en X[6].

Pour Eugène Hénard, l'ensemble formé par le débouché du Palais-Royal, le carrefour en étoile, la place du Théâtre français avec ses fontaines, le nouveau guichet triomphal du Louvre aurait constitué au centre de Paris une réunion de sites où l'art monumental trouverait maintes occasions de « s'épanouir et d'apporter à la ville un surcroît incontestable de beauté ».
L'ensemble de ce projet fut pris très au sérieux pendant plusieurs années et donna lieu en 1912 à de vives polémiques au sein de la Commission du Vieux Paris.
|  |  |  |

## L'agrandissement de la place de l'Opéra

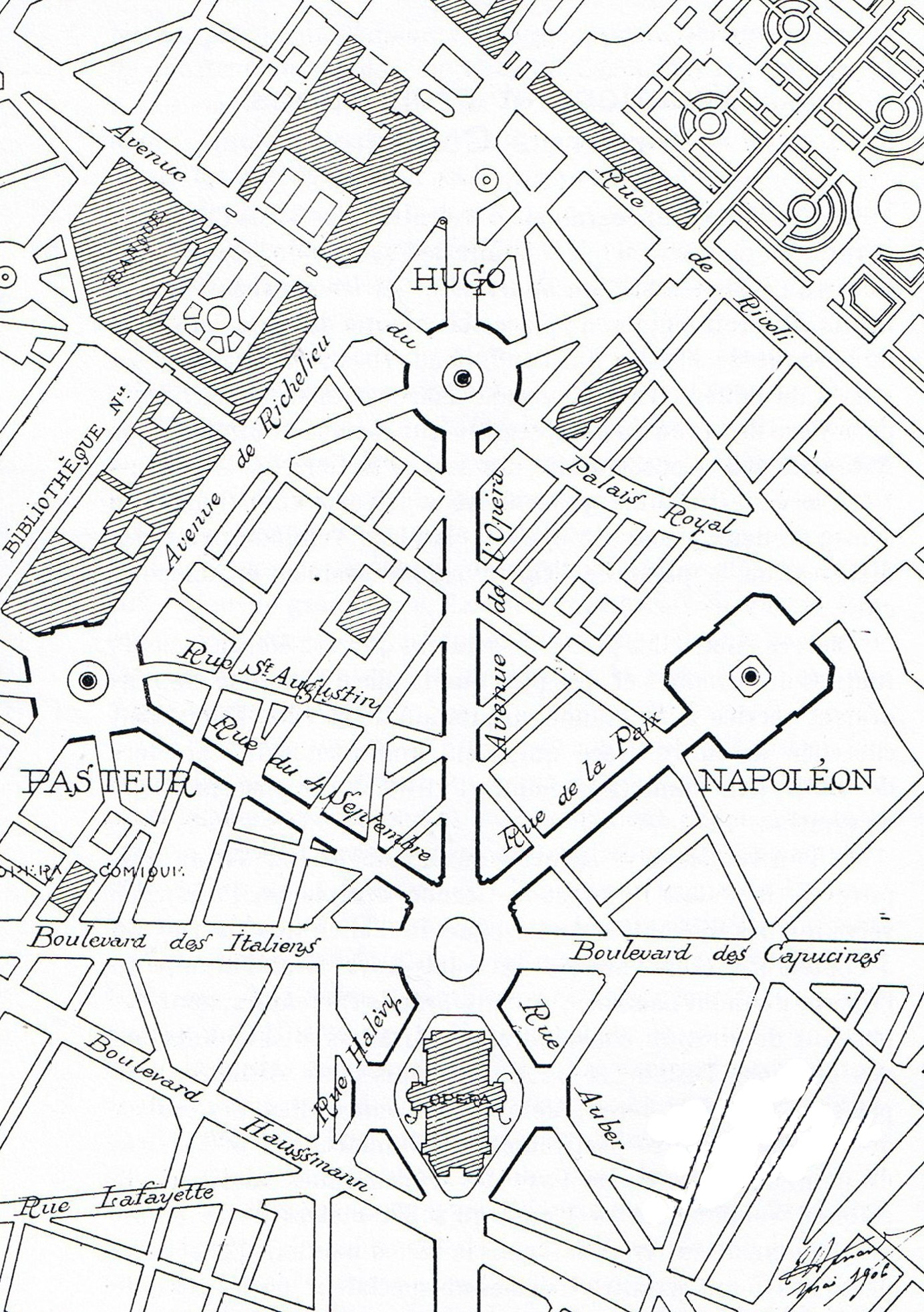
Projet de réaménagement de la place de l'Opéra.

Eugène Hénard part du constat que les places antérieures au XIXe siècle ont eu une superficie supérieure à celles qui leur ont succédé alors même que les problèmes de circulation n'existaient pas:314 : 19 000 m2 pour la place Royale, 17 000 m2 pour la place Vendôme, 75 000 m2 pour la place de la Concorde alors que la place Saint-Michel fait 6 000 m2, la place de l'Opéra 9 000 m2, la place de la République 36 000 m2.
Eugène Hénard prôna alors la création de nouvelles places mais aussi l'agrandissement de places existantes comme la place de l'Opéra. Il ajoute aux considérations liées au problème posé par la circulation et l'automobilisme des considérations esthétiques en regrettant qu'il soit impossible de bien saisir dans son ensemble la façade principale du monument.
Il propose donc de doubler la largeur de la place et de lui donner une forme presque circulaire, légèrement ovalisée : l'ovale aurait eu 120 mètres sur 136, son excentricité étant assez faible pour ne pas ralentir le mouvement giratoire par des courbures à rayon trop réduit.
Au milieu de la place, une grande trémie circulaire de 20 mètres de diamètre donnerait du jour et de l'air aux galeries rayonnantes pratiquées sous la chaussée pour le passage des piétons, ainsi qu'à la station du Métropolitain. On aurait accédé aux passages souterrains et à la station par deux escaliers centraux et par sept escaliers périphériques.
De la place, on aurait découvert trois perspectives : celle de la rue de la Paix, avec la colonne de la Grande Armée ; celle de l'avenue de l'Opéra, avec le dôme lointain d'un des pavillons du Louvre ; celle de la rue du 4-Septembre, avec des lignes de fuite plus confuses.
Eugène Hénard proposa de rééquilibrer ces trois perspectives en ajoutant deux points hauts, de même valeur que la colonne Vendôme, l'un dans l'axe de l'avenue de l'Opéra, l'autre dans celui de la rue du 4-Septembre. Il définit donc un programme de construction de deux colonnes de masses égales pour former le point de vue final des trois perspectives. Partant du principe que les monuments purement décoratifs ne sont pas inutiles, il proposa d'ériger deux colonnes supplémentaires, l'une à la gloire des arts et surmonté d'une statue de Victor Hugo, l'autre à la gloire des sciences à la gloire de Louis Pasteur:322. La colonne des Arts se serait logiquement située dans l'axe de l'avenue de l'Opéra qui conduit au Théâtre-Français et au musée du Louvre. La colonne des Sciences se serait trouvée dans l'axe de la rue du 4-Septembre qui mène de la Bibliothèque nationale et au Conservatoire national des arts et métiers:325.
|  |  |

## La création de nouveaux parcs à Paris

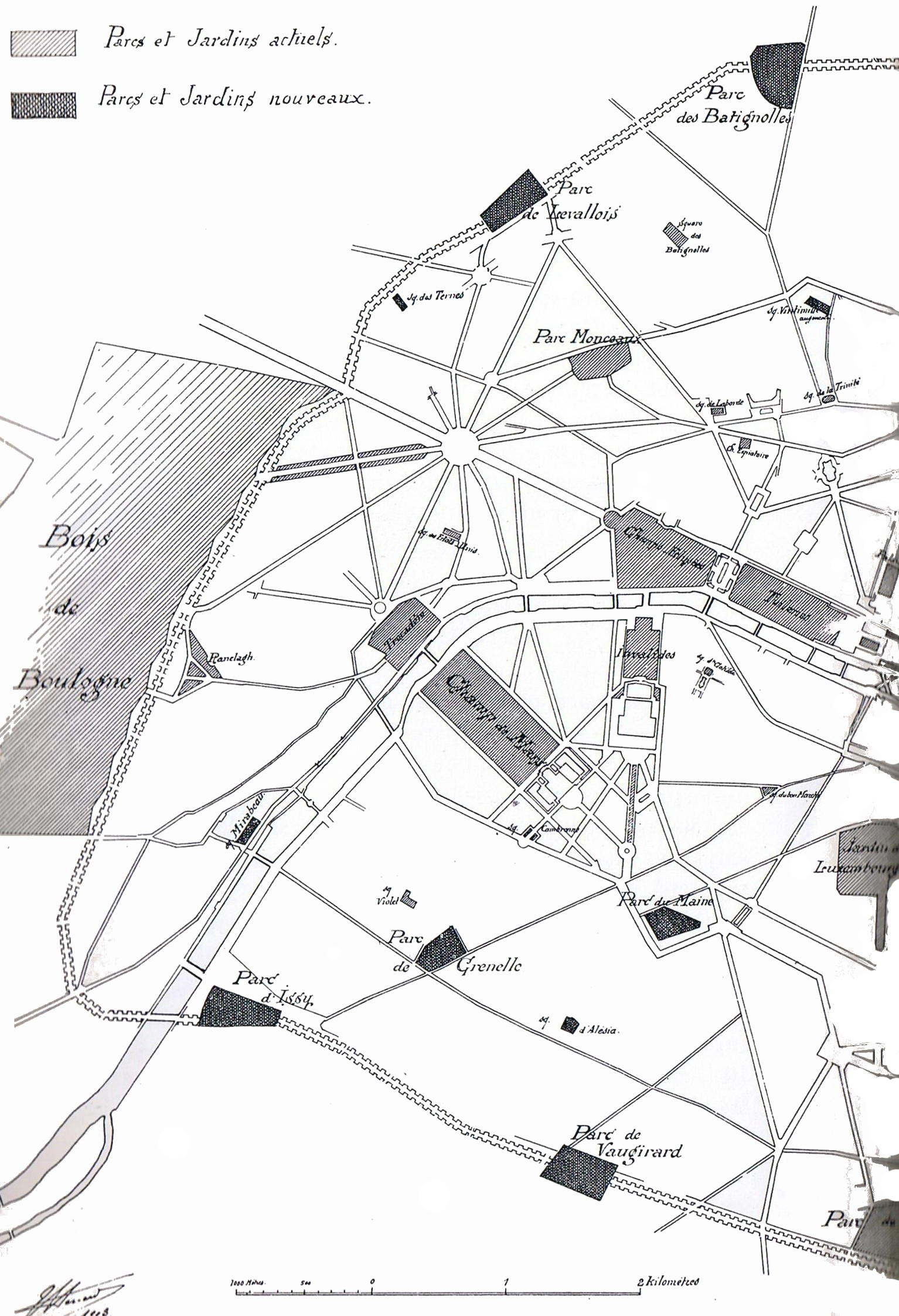
Parcs existants et à créer dans l'Ouest de Paris.

Parcs existants et à créer dans l'Est de Paris.

Eugène Hénard base sa réflexion sur un double constat.
Premièrement, Paris bien qu'ayant une population plus dense que Londres a beaucoup moins d'espaces verts que Londres, 1 740 hectares pour la première ville, 4 830 pour la seconde:68.
Deuxièmement, Paris a perdu depuis 1789 plus de la moitié de ses espaces plantés : 391 hectares en 1789 contre 137 hectares en 1903:74. Il regrette notamment que le parc à la française de Bagnolet qui eut donné aux quartiers nord-est un jardin équivalent, sinon supérieur à celui des Tuileries ait disparu, de même que le jardin de Clichy, le parc de Montrouge ou l'espace de l'enclos Saint-Lazare qui auraient pu former un parc intérieur de grande qualité .
Pour changer cette situation et rapprocher la population des espaces de détente et de loisirs, Eugène Hénard a beaucoup milité pour profiter de la suppression du mur d'enceinte de Paris pour établir de nouveaux jardins, « espaces plantés d'arbres, couverts de pelouse et ornés de fleurs d'une surface au moins égal à celles du parc de Montsouris »:45. Leur superficie varierait en effet de 9 à 12 hectares. Hénard propose la création de neuf parcs : de Levallois, des Batignolles, de Clignancourt, de la Villette, du Pré-Saint-Gervais, de Charonne, d'Ivry, de Vaugirard, d'Issy. Ces neuf parcs créés à l'emplacement des fortifications désaffectées s'ajouteraient aux bois de Boulogne et de Vincennes et au parc Montsouris.
Eugène Hénard a également proposé la création de neuf autres parcs supplémentaires afin de décongestionner certains quartiers manquant d'espaces verts : le parc Montmartre englobant une partie de la butte, le parc Saint-Denis dans le 10e arrondissement, le parc Voltaire dans le 11e arrondissement, le parc Ménilmontant dans le 20e arrondissement, le parc Saint-Antoine dans le 12e arrondissement, le parc de la Maison-Blanche et le parc Croulebarbe dans le 13e arrondissement, le parc du Maine et le parc de Grenelle dans le 15e arrondissement:77. Ces derniers parcs plus petits que les précédents ne feraient pas moins d'un hectare.
Le but de ce projet était que chaque habitant ne soit éloigné au maximum que d'un kilomètre de grands parcs et que de 500 mètres des jardins ou squares. Les exigences de l'hygiène publique et notamment de la santé et de l'épanouissement des enfants, le développement de l'usage de la bicyclette et de la gymnastique justifieraient les efforts financiers nécessaires à la réalisation d'un tel programme. Eugène Hénard affirma que la location des espaces réservés aux sports, celle des cafés et des restaurants qui s'y installeraient procureraient des revenus qui viendraient en déduction des efforts consentis ou qui serviraient à gager en partie l'emprunt qui pourrait être nécessaire.

## Les boulevards à redans

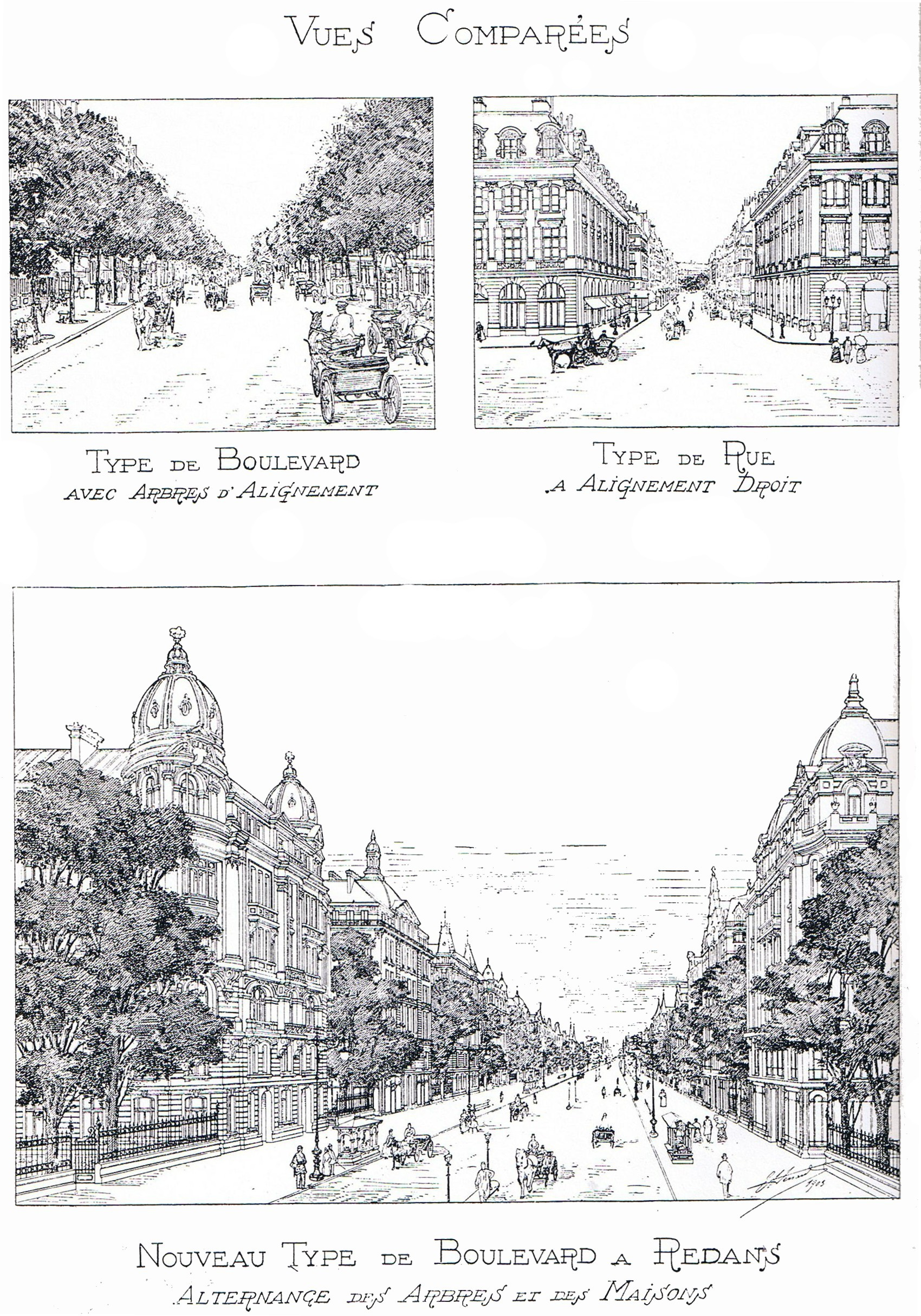
Exemple de boulevard à redans selon Eugène Hénard.

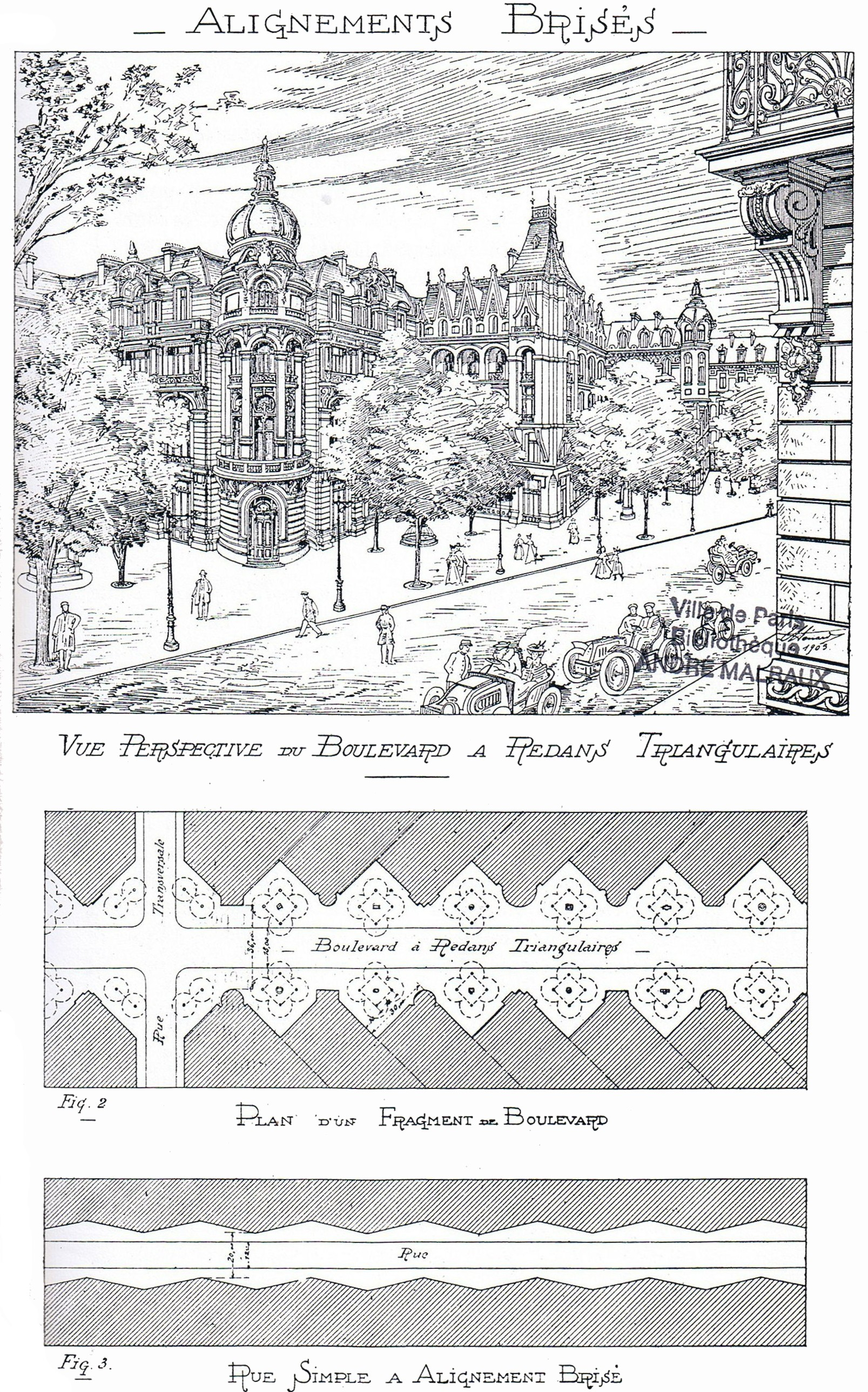
Autre exemple de boulevard à redans selon Eugène Hénard.

Eugène Hénard était très attaché à l'idée de combiner dans la réflexion urbanistique la prise en compte des nécessités pratiques résultant notamment du développement de l'automobilisme avec des objectifs esthétiques. Ainsi, il affirmait:30 : « Il serait déplorable que, sous prétexte d'hygiène ou de bonne administration, nous oublions notre passé de peuple artiste ; il est inadmissible que nous ne puissions à notre tour créer des types nouveaux dans lesquels, sans rien sacrifier des conditions du progrès scientifique, l'agrément des habitants et la beauté des aspects n'aient aussi leur part. »
Il affirmait également que pour qu'une voie publique rende tous les services qu'une circulation intensive est en droit d'exiger d'elle, il faut que sa chaussée carrossable soit correctement alignée, que sa largeur soit uniforme mais que ceci n'impliquait pas l'alignement rigoureux des édifices. Il proposait donc de substituer à la suite indéfinie et monotone des maisons et des arbres, des groupes alternés d'arbres et de maisons afin d'obtenir un nouveau type de boulevard:31. Eugène Hénard exprima donc le souhait que la ville de Paris, en possession d'une bande de terrain suffisamment large, après avoir tracé et ouvert la chaussée centrale, établisse deux alignements parallèles et équidistants de part et d'autre de cette chaussée : elle réserverait entre ces deux alignements des espaces vides et imposerait comme condition de vente aux propriétaires riverains d'enfermer les édifices à construire dans les limites du périmètre ainsi constitué.
Les bâtiments en saillie borderaient la chaussée, comme dans les rues simples, sans aucun arbre devant les façades ; les bâtiments en retrait, au contraire, devraient subir la servitude indéfinie du voisinage d'un certain nombre d'arbres, plantés et entretenus par la municipalité. Les acquéreurs, à titre de compensation, auraient le droit d'établir une grille, suivant l'alignement des façades saillantes, et d'aménager sous forme de jardin les espaces ainsi créés. Ils auraient ainsi eu la possibilité de les conserver pour l'agrément de leurs locataires ou bien de les ouvrir au public. Il serait simplement imposé de ne jamais couvrir ces jardins et de laisser autour des arbres le sol sablé ou gazonné, ce qui rendrait facile d'y faire pousser de belles essences:32.
Selon Eugène Hénard, le cube d'air de la voie publique dont profitent les maisons riveraines de ces boulevards à redans serait augmenté et ce ne serait plus un air stagnant comme celui des cours fermées ; de plus, les appartements auraient des vues et des expositions variées, tantôt sur les façades leur faisant face, tantôt sur les jardins, tantôt obliquement sur la percée de la rue:37.
Eugène Hénard citait comme exemple la rue de Châteaudun, où entre les numéros 32 et 36, se trouvaient deux redans de longueurs différentes avec façades en retour, jardins et grilles décoratives. La généralisation des boulevards à redans aurait ainsi permis selon lui de rompre la monotonie des alignements, d'introduire de la fantaisie, de l'originalité dans la ville, de redonner de la liberté aux architectes et de s'inspirer sans les copier de ce qu'avaient de plus charmants les villes du Moyen Âge et de la Renaissance:42.
Pour généraliser ce type d'aménagement urbain, Eugène Hénard proposait d'utiliser la zone désaffectée des fortifications dans la partie bordant le bois de Boulogne.